# Tito Flavio Sabino (padre di Vespasiano)
Tito Flavio Sabino (latino: Titus Flavius Sabinus; fl. I secolo a.C.-I secolo), figlio di Tito Flavio Petrone, apparteneva a una nobile e ricca famiglia equestre di Reate (odierna Rieti), che aveva molti possedimenti terrieri nell'alta Sabina.
È considerato il figlio del capostipite della dinastia flavia.
Svetonio racconta che non sembra abbia mai prestato servizio nell'esercito romano, sebbene altri sostengano che fosse stato centurione primipilo, mentre altri ancora che fu congedato prematuramente per ragioni di salute. Aggiunge anche che:
(Svetonio, Vita di Vespasiano 1.)
Dalla moglie Vespasia Polla ebbe due figli: Tito Flavio Sabino, che arrivò ad essere praefectus urbi, e Tito Flavio Vespasiano, che divenne Imperatore romano. Ebbe inoltre una figlia che morì durante l'infanzia.